# Velká francouzská válka
Velká francouzská válka je označení používané pro sérii konfliktů v letech 1792 až 1815, známých jako francouzské revoluční a napoleonské války. Bojovala v ní revoluční Francie proti většině Evropy.

## Průběh
Roku 1789 začala Velká francouzská revoluce a roku 1792 začala válka první koalice jako odpověď na popravu francouzského krále Ludvíka XVI. a jeho manželky, královny Marie Antoinetty. Tím začaly revoluční války. První koalice se rozpadla roku 1797 po italském tažení vedeném generálem Bonapartem. Brzy poté zahájil Bonaparte tažení do Egypta, ale nepovedlo se mu dosáhnout rozhodného vítězství a nakonec se musel vrátit, protože v Evropě mezitím vznikla druhá koalice, která pod velením ruského maršála Suvorova porážela revoluční vojska v Itálii.
Napoleon 14. června 1800 porazil koalici u Marenga a postupoval do Rakouska, které raději uzavřelo mír; ten nakonec uzavřely i ostatní členové koalice. Roku 1803 vpadl Napoleon do Hannoverska a tím zahájil napoleonské války. Po jeho korunovaci císařem (2. prosince 1804) vznikla třetí koalice, jež se však po bitvách u Ulmu a Slavkova rozpadla. Napoleon poté zvítězil nad čtvrtou koalicí, ale válka ve Španělsku skončila neúspěchem a ve válce páté koalice prohrál bitvu u Aspern. Po bitvě u Aspern Napoleon nakonec zvítězil u Wagramu, ale to již bylo jasné, že není neporazitelný.
Tažení do Ruska roku 1812 skončilo zničením jeho půlmilionové armády a následným vznikem šesté koalice. Ta mu uštědřila zdrcující porážku u Lipska a 30. března 1814 obsadila Paříž. Napoleon musel abdikovat a odejít do exilu na ostrově Elba. 1. března 1815 z Elby utekl a později se vylodil v zátoce San Juan u Cannes. Francouzský král Ludvík XVIII. musel prchnout, ale Napoleon zůstal císařem jen sto dní, neboť 18. června 1815 mu nově vzniklá sedmá koalice uštědřila zdrcující porážku u Waterloo. Napoleon nyní byl deportován na ostrov Svatá Helena, kde roku 1821 zemřel. Poválečné uspořádání Evropy bylo dohodnuto na Vídeňském kongresu.
Ve francouzských revolučních válkých zahynulo 1 100 000 vojáků a v napoleonských 3 350 000 až 6 500 000. Šlo až do první světové války o největší ozbrojený konflikt historie. Bojovalo se v severní a jižní Africe, jižní a Severní Americe, Karibské oblasti, na Blízkém východě, v Indii a většině Atlantského a Indické oceánu.